# Kvalspelet till herrarnas ICC T20-VM 2021 – Nord- och Sydamerika
Kvalspelet till herrarnas ICC T20-VM 2021 – Nord- och Sydamerika var en cricketturnering som utgjorde en del av kvalprocessen till Herrarnas ICC T20-VM 2021 som hölls i Förenade Arabemiraten. Tolv regionala kval organiserades av International Cricket Council (ICC) 2018, med 62 lag i fem regioner – Afrika, Nord- och Sydamerika, Asien, Europa och Östasien-Stilla Havet. De 25 bästa lagen från dessa tävlingar gick vidare till de regionala finalerna 2019, och sju av dessa vidare till huvudkvalet.
Sju lag från Nord- och Sydamerikaregionen deltog i tävlingens inledande fas, uppdelade i två grupper bestående av tre respektive fyra lag. Dessa matcher ägde rum i Argentina och USA. De två topplagen från varje grupp avancerade vidare till Nord- och Sydamerikas regionala final. I april 2018 gav International Cricket Council (ICC) hel status till alla herrmatcher i Twenty20 mellan medlemsländer från och med 1 januari 2019, och därmed spelades alla matcher i den regionala finalen som fullvärdiga T20I matcher.
Från södra gruppen kvalade Bermuda och Caymanöarna, och från norra gruppen kvalade Kanada och USA till de regionala finalerna.
De regionala finalerna hölls i Bermuda mellan 18 och 25 augusti 2019. Efter matcherna på den 22 augusti 2019 hade Kanada och Bermuda kvalat till det större världskvalet.

## Lag
| Södra gruppen                       | Norra gruppen                    |
| ----------------------------------- | -------------------------------- |
| - Argentina - Bermuda - Caymanöarna | - Belize - Kanada - Panama - USA |

## Södra gruppen
Matcherna mellan lagen i södra gruppen spelades i Argentina mellan 26 februari till 3 mars 2018. De två bästa lagen avancerade vidare till den regionala finalen.

### Poängtabell
| Plats | Lag           | Resultat | Resultat | Resultat | Resultat | Resultat | Resultat | Kvalificering                         |
| Plats | Lag           | S        | V        | F        | IR       | P        | NRR      | Kvalificering                         |
| ----- | ------------- | -------- | -------- | -------- | -------- | -------- | -------- | ------------------------------------- |
| 1     | Bermuda       | 4        | 3        | 1        | 0        | 6        | 1.690    | Kvalificering till regionalt slutspel |
| 2     | Caymanöarna   | 4        | 3        | 1        | 0        | 6        | 1.573    | Kvalificering till regionalt slutspel |
| 3     | Argentina (V) | 4        | 0        | 4        | 0        | 0        | –3.283   |                                       |

(V) Värdland

### Matcher
| 26 februari 2018 15:00 ART Rapport |

| Argentina · 88 (19.3 overs)                      | v | Caymanöarna · 91/5 (17 overs)                      |
| Pedro Arrighi 34 (40) Troy Taylor 3/14 (4 overs) |   | Ramon Sealy 28 (33) Lautaro Musiani 2/15 (3 overs) |

- Argentina vann lottningen och valde att slå.

| 27 februari 2018 15:00 ART Rapport |

| Bermuda · 209/7 (20 overs)                        | v | Argentina · 85/6 (20 overs)                      |
| Kamau Leverock 93 (51) Samuel Hatt 3/46 (4 overs) |   | Pedro Arrighi 42 (50) Kwaisi James 2/8 (4 overs) |

- Bermuda vann lottningen och valde att slå.

| 28 februari 2018 15:00 ART Rapport |

| Caymanöarna · 165/5 (20 overs)                    | v | Bermuda · 103 (18.4 overs)                              |
| Troy Taylor 35 (18) Kamau Leverock 1/14 (4 overs) |   | Kamau Leverock 22 (18) Alessandro Morris 4/21 (4 overs) |

- Caymanöarna vann lottningen och valde att slå.

| 1 mars 2018 15:00 ART Rapport |

| Caymanöarna · 143/6 (20 overs)                 | v | Argentina · 100/8 (20 overs)                        |
| Omar Willis 51 (52) David Mauro 2/22 (4 overs) |   | Santiago Rossi 30 (19) Adrian Wright 4/11 (4 overs) |

- Caymanöarna vann lottningen och valde att slå.

| 2 mars 2018 15:00 ART Rapport |

| Bermuda · 139/5 (20 overs)                        | v | Argentina · 69 (18.2 overs)                       |
| Terryn Fray 40 (37) Santiago Rossi 1/20 (4 overs) |   | Santiago Rossi 24 (13) Curt Stovell 2/4 (4 overs) |

- Bermuda vann lottningen och valde att slå.

| 3 mars 2018 15:00 ART Rapport |

| Caymanöarna · 134/7 (20 overs)                        | v | Bermuda · 136/6 (19.5 overs)                        |
| Ramon Sealy 26* (21) Cejay Outerbridge 2/19 (4 overs) |   | Kamau Leverock 31 (30) Adrian Wright 2/16 (3 overs) |

- Caymanöarna vann lottningen och valde att slå.

## Norra gruppen
Matcherna mellan lagen i norra gruppen spelades i USA mellan 20 och 26 september 2018. De två bästa lagen avancerade vidare till den regionala finalen. Ursprungligen var matcherna schemalagda att börja på den 19 september, men tvingades flyttas fram en dag på grund av orkanen Florence.

### Poängtabell
| Plats | Lag     | Resultat | Resultat | Resultat | Resultat | Resultat | Resultat | Kvalificering                         |
| Plats | Lag     | S        | V        | F        | IR       | P        | NRR      | Kvalificering                         |
| ----- | ------- | -------- | -------- | -------- | -------- | -------- | -------- | ------------------------------------- |
| 1     | USA (V) | 6        | 5        | 1        | 0        | 10       | 5.384    | Kvalificering till regionalt slutspel |
| 2     | Kanada  | 6        | 5        | 1        | 0        | 10       | 5.261    | Kvalificering till regionalt slutspel |
| 3     | Panama  | 6        | 1        | 5        | 0        | 2        | –4.164   |                                       |
| 4     | Belize  | 6        | 1        | 5        | 0        | 2        | –5.334   |                                       |

(V) Värdland

### Matcher
| 20 september 2018 11:00 EDT Rapport |

| Panama · 65/8 (20 overs)                         | v | USA · 67/0 (5.2 overs) |
| Imran Bulbulia 25 (27) Timil Patel 2/4 (2 overs) |   | Monank Patel 45* (21)  |

- Panama vann lottningen och valde att slå.

| 20 september 2018 16:00 EDT Rapport |

| Belize · 42 (14.3 overs)                           | v | Kanada · 43/0 (3 overs)  |
| Dirk Sutherland 10* (14) Nitish Kumar 3/1 (1 over) |   | Navneet Dhaliwal 20* (7) |

- Belize vann lottningen och valde att slå.

| 21 september 2018 11:00 EDT Rapport |

| Panama · 42 (18.5 overs)                              | v | Kanada · 46/0 (4 overs) |
| Mitulkumar Patel 16 (30) Nitish Kumar 3/8 (2.5 overs) |   | Hamza Tariq 27* (13)    |

- Panama vann lottningen och valde att slå.

| 21 september 2018 16:00 EDT Rapport |

| USA · 249/2 (20 overs)                              | v | Belize · 51 (12.3 overs)                                    |
| Monank Patel 108 (58) Herbert Banner 2/45 (4 overs) |   | Francis Sutherland 17 (17) Nosthush Kenjige 4/5 (2.3 overs) |

- USA vann lottningen och valde att slå.

| 22 september 2018 11:00 EDT Rapport |

| Belize · 104/5 (20 overs)                         | v | Panama · 92 (17.4 overs)                               |
| Aaron Muslar 30 (41) Irfan Hafejee 1/12 (4 overs) |   | Mahmud Jasat 16 (15) Francis Sutherland 3/27 (4 overs) |

- Belize vann lottningen och valde att slå.

| 22 september 2018 16:00 EDT Rapport |

| USA · 140/8 (20 overs)                         | v | Kanada · 140/8 (20 overs)                        |
| Sunny Sohal 38 (39) Nitish Kumar 3/6 (2 overs) |   | Rizwan Cheema 32* (25) Steve Taylor 2/2 (1 over) |

- USA vann lottningen och valde att slå.

| 23 september 2018 11:00 EDT Rapport |

| Belize · 32 (10.2 overs)                         | v | Kanada · 33/0 (2.4 overs) |
| Herbert Banner 10 (4) Abraash Khan 3/4 (2 overs) |   | Ravinderpal Singh 18* (8) |

- Kanada vann lottningen och valde att fälta.

| 23 september 2018 16:00 EDT Rapport |

| Panama · 94/8 (20 overs)                              | v | USA · 98/2 (7.5 overs)                            |
| Irfan Hafejee 25 (25) Nosthush Kenjige 3/19 (4 overs) |   | Monank Patel 46 (24) Aslam Doria 1/15 (0.5 overs) |

- Panama vann lottningen och valde att slå.

| 25 september 2018 11:00 EDT Rapport |

| Panama · 128/6 (20 overs)                        | v | Belize · 119/9 (20 overs)                           |
| Soyeb Chohan 51* (24) Kenroy Roca 2/16 (3 overs) |   | Aaron Muslar 28 (35) Khengar Ratilal 4/10 (4 overs) |

- Panama vann lottningen och valde att slå.

| 25 september 2018 16:00 EDT Rapport |

| Kanada · 173/8 (20 overs)                           | v | USA · 174/8 (19.5 overs)                           |
| Hamza Tariq 31 (17) Nosthush Kenjige 3/44 (4 overs) |   | Steven Taylor 96* (54) Cecil Pervez 2/29 (4 overs) |

- Kanada vann lottningen och valde att slå.

| 26 september 2018 11:00 EDT Rapport |

| Belize · 84 (20 overs)                                  | v | USA · 90/1 (5.2 overs)                                    |
| Francis Sutherland 20* (24) Usman Ashraf 5/15 (4 overs) |   | Steven Taylor 57* (19) Jonathan Benjamin 1/16 (1.2 overs) |

- Belize vann lottningen och valde att slå.

| 26 september 2018 16:00 EDT Rapport |

| Panama · 40 (16.4 overs)                        | v | Kanada · 41/0 (2.1 overs) |
| Aslam Doria 12 (19) Cecil Pervez 3/10 (4 overs) |   | Rizwan Cheema 23* (9)     |

- Panama vann lottningen och valde att slå.

## Regionala finaler
De regionala finalerna hölls i Bermuda från 18 till 25 augusti 2019, med matcherna spelade i Bermudas nationalstadion och White Hill Field. På den 21 augusti 2019 meddelade Bermuda Cricket Board att resterande matcher planerade för nationalstadion istället skall spelas i White Hill Field på grund av dålig spelplanskvalitet. Kanada vann de regionala finalerna och kvalificerades därmed till det interkontinentala kvalspelet till VM 2021. Bermuda, som hamnade på en andraplats, kvalificerades även.
| Kvalificerade lag | Kvalificerade lag |
| ----------------- | ----------------- |
| Södra gruppen     | Bermuda           |
| Södra gruppen     | Caymanöarna       |
| Norra gruppen     | Kanada            |
| Norra gruppen     | USA               |

### Poängtabell
| Plats | Lag         | Resultat | Resultat | Resultat | Resultat | Resultat | Resultat | Kvalificering                                 |
| Plats | Lag         | S        | V        | F        | IR       | P        | NRR      | Kvalificering                                 |
| ----- | ----------- | -------- | -------- | -------- | -------- | -------- | -------- | --------------------------------------------- |
| 1     | Kanada      | 6        | 5        | 0        | 1        | 11       | 2.417    | Kvalificering till interkontinentalt slutspel |
| 2     | Bermuda (V) | 6        | 4        | 1        | 1        | 9        | 0.240    | Kvalificering till interkontinentalt slutspel |
| 3     | USA         | 6        | 2        | 4        | 0        | 4        | 0.419    |                                               |
| 4     | Caymanöarna | 6        | 0        | 6        | 0        | 0        | –2.591   |                                               |

(V) Värdland

### Matcher
| 18 augusti 2019 11:00 ADT Rapport |

| Bermuda · 141/7 (20 overs)                           | v | USA · 135/7 (20 overs)                            |
| Delray Rawlins 63 (53) Cameron Gannon 2/21 (4 overs) |   | Aaron Jones 39 (29) George O'Brien 2/14 (4 overs) |

- Bermuda vann lottningen och valde att slå.
- Okera Bascome, Onais Bascome, Deunte Darrell, Allan Douglas, Terryn Fray, Malachi Jones, Kamau Leverock, Justin Pitcher, Delray Rawlins (Bermuda), Timroy Allen, Cameron Gannon och Nisarg Patel (USA) gjorde alla sina T20I debuter.

| 18 augusti 2019 15:30 ADT Rapport |

| Kanada · 196/6 (20 overs)                            | v | Caymanöarna · 112/7 (20 overs)                       |
| Ravinderpal Singh 101 (48) Paul Manning 2/3 (1 over) |   | Gregory Strydom 49 (34) Romesh Eranga 3/19 (4 overs) |

- Kanada vann lottningen och valde att slå.
- Navneet Dhaliwal, Nikhil Dutta, Romesh Eranga, Dillon Heyliger, Ravinderpal Singh, Rodrigo Thomas, Saad Bin Zafar (Kanada), Darren Cato, Sacha De Alwis, Kervin Ebanks, Chad Hauptfleisch, Alistair Ifill, Paul Manning, Alessandro Morris, Gregory Strydom, Troy Taylor, Omar Willis och Conroy Wright (Caymanöarna) gjorde alla sina T20I debuter.
- Ravinderpal Singh blev den första kanadensiska slagmannen att slå en hundrapoängare i T20I,[18] och den första att slå en hundrapoängare på sin T20I debut.[19]

| 19 augusti 2019 11:00 ADT Rapport |

| Bermuda · 82/9 (16 overs)                             | v | Kanada · 40/0 (4 overs) |
| Okera Bascombe 23 (29) Dillon Heyliger 4/16 (3 overs) |   | Rizwan Cheema 25* (10)  |

- Bermuda vann lottningen och valde att slå.
- Regn under Kanadas innings förhindrade ytterligare spel.
- Derrick Brangman (Bermuda) och Abraash Khan (Kanada) gjorde båda sina T20I debuter.

| 19 augusti 2019 15:30 ADT Rapport |

| Caymanöarna · 68/8 (20 overs)                            | v | USA · 60/5 (15 overs)                                      |
| Luke Harrington-Myers 17* (18) Timil Patel 2/9 (4 overs) |   | Steven Taylor 17 (22) Luke Harrington-Myers 2/13 (3 overs) |

- USA vann lottningen och valde att fälta.
- USA gavs ett reducerat mål av 51 runs på 15 overs på grund av regn
- Akhilesh Gavde och Luke Harrington-Myers (Caymanöarna) gjorde sina T20I debuter.

| 21 augusti 2019 11:00 ADT Rapport |

| Caymanöarna · 116/9 (20 overs)                         | v | Bermuda · 117/4 (15.2 overs)                            |
| Chad Hauptfleisch 42 (39) Onais Bascome 4/10 (3 overs) |   | Delray Rawlins 49 (31) Alessandro Morris 2/17 (4 overs) |

- Caymanöarna vann lottningen och valde att slå.

| 21 augusti 2019 15:30 ADT Rapport |

| USA · 144/6 (20 overs)                            | v | Kanada · 145/6 (19.1 overs)                         |
| Steven Taylor 38 (31) Nikhil Dutta 2/26 (4 overs) |   | Navneet Dhaliwal 54 (41) Timil Patel 4/27 (4 overs) |

- USA vann lottningen och valde att slå.
- Karima Gore (USA) gjorde sin T20I debut.

| 22 augusti 2019 11:00 ADT Rapport |

| Caymanöarna · 91/7 (20 overs)                        | v | Kanada · 95/2 (12.1 overs)                                 |
| Gregory Strydom 23 (32) Saad Bin Zafar 3/8 (4 overs) |   | Navneet Dhaliwal 53* (34) Alessandro Morris 1/15 (4 overs) |

- Kanada vann lottningen och valde att fälta.
- Zachary McLaughlin (Caymanöarna) gjorde sin T20I debut.

| 22 augusti 2019 15:30 ADT Rapport |

| USA · 141/9 (20 overs)                                | v | Bermuda · 142/6 (18.5 overs)                    |
| Hayden Walsh Jr. 26 (28) Onais Bascome 3/32 (4 overs) |   | Okera Bascome 35 (16) Karima Gore 3/5 (4 overs) |

- Bermuda vann lottningen och valde att fälta.
- Sinclair Smith (Bermuda) och Sunny Sohal (USA) gjorde båda sina T20I debuter.

| 24 augusti 2019 11:00 ADT Rapport |

| Caymanöarna · 66/9 (20 overs)                  | v | USA · 70/1 (9.4 overs)                                  |
| Troy Taylor 19 (28) Nisarg Patel 2/8 (4 overs) |   | Steven Taylor 56* (39) Alessandro Morris 1/12 (2 overs) |

- Caymanöarna vann lottningen och valde att slå.

| 24 augusti 2019 15:30 ADT Rapport |

| Bermuda · 116 (19.5 overs)                            | v | Kanada · 120/2 (13.1 overs)                         |
| Kamau Leverock 33 (34) Dillon Heyliger 4/19 (4 overs) |   | Rizwan Cheema 71 (34) Delray Rawlins 1/15 (3 overs) |

- Bermuda vann lottningen och valde att slå.
- Macai Simmons (Bermuda) gjorde sin T20I debut.

| 25 augusti 2019 11:00 ADT Rapport |

| Kanada · 173/8 (20 overs)                            | v | USA · 158/8 (20 overs)                              |
| Ravinderpal Singh 67 (33) Karima Gore 3/21 (4 overs) |   | Jasdeep Singh 31 (24) Saad Bin Zafar 3/34 (4 overs) |

- USA vann lottningen och valde att fälta.
- Mark Montfort och Harsh Thaker (Kanada) gjorde båda sina T20I debuter.

| 25 augusti 2019 15:30 ADT Rapport |

| Caymanöarna · 114 (19.2 overs)                      | v | Bermuda · 115/4 (16.3 overs)                             |
| Paul Manning 28 (32) Allan Douglas 5/18 (2.2 overs) |   | Allan Douglas 47* (28) Zachary McLaughlin 2/30 (4 overs) |

- Caymanöarna vann lottningen och valde att slå.
- Dion Stovell (Bermuda) gjorde sin T20I debut.
- Allan Douglas blev den första cricketspelaren från Bermuda att få en 5-wicket haul i T20I.[20]